# Von Axelson
von Axelson är en svensk adelsätt med nummer 2022 varav en gren numera utgången upphöjdes till friherre med nummer 259. 
Axel von Axelson adlades 1760 och blev upphöjd till friherre 1772. Han dog utan söner 1790 i Stockholm och slöt således själv sin friherrliga ätt. Brodern Carl Axelsson adlades och adopterades på samma namn 1772. Den grenen fanns fortfarande i början på 1900-talet.